# Іваненко Іван Степанович
Іван Степанович Іваненко (нар. 1927, село Єлизавето-Хорошеве, тепер селище Хорошеве Синельниківського району Дніпропетровської області — ?) — український радянський діяч, 2-й секретар Луганського обласного комітету КПУ, голова виконавчого комітету Луганської обласної промислової ради депутатів трудящих. Депутат Верховної Ради УРСР 5—6-го скликань (з 1962 року). Член Ревізійної Комісії КПУ в 1960—1961 р. Кандидат у члени ЦК КПУ в 1961—1966 р.

## Життєпис
Народився в селянській родині. Трудову діяльність розпочав у 1943 році.
Освіта вища. Член ВКП(б) з 1948 року.
У 1953—1954 роках — завідувач промислово-транспортного відділу Кадіївського міського комітету КПУ Ворошиловградської області.
У 1954—1956 роках — 1-й секретар Голубівського районного комітету КПУ міста Кадіївки Ворошиловградської області.
У 1956 — квітні 1961 року — 1-й секретар Кадіївського міського комітету КПУ Ворошиловградської (Луганської) області.
26 квітня 1961 — січні 1963 року — 2-й секретар Луганського обласного комітету КПУ.
У січні 1963 — грудні 1964 року — голова виконавчого комітету Луганської обласної промислової ради депутатів трудящих.
У грудні 1964 — 18 листопада 1969 року — секретар Луганського обласного комітету КПУ.
29 серпня 1969 — 14 серпня 1972 року — секретар Кіровоградського обласного комітету КПУ.

## Нагороди
- орден Трудового Червоного Прапора